# کریس بوید
کریس بوید (انگلیسی: Kris Boyd؛ زادهٔ ۱۸ اوت ۱۹۸۳) ورزشکار فوتبال اهل اسکاتلند است.

## باشگاهی
از باشگاه‌هایی که در آن بازی کرده‌است می‌توان به باشگاه فوتبال اسکی‌شهراسپور، پورتلند تیمبرز، باشگاه فوتبال کیلمارنوک، و باشگاه فوتبال رنجرز، باشگاه فوتبال میدلزبرو، باشگاه فوتبال ناتینگهام فارست، باشگاه فوتبال کیلمارنوک، و باشگاه فوتبال رنجرز، باشگاه فوتبال کیلمارنوک اشاره کرد.

## تیم ملی
وی همچنین در تیم‌های ملی فوتبال Scotland U21 Scotland B Scotland بازی کرده‌است.